# Utegenia
Utegenia — рід ранніх чотириногих. Зазвичай його розглядають як базальний сеймуріаморф, але іноді включають до Discosauriscidae або як сестринський таксон останнього. Відомий лише один вид, Utegenia shpinari, знайдений у Казахстані. Urumqia, інша базальна сеймуріаморфа, з Урумчі, Сіньцзян Китаю, ймовірно, є молодшим синонімом Utegenia.